# Athyrium nikkoense
Athyrium nikkoense är en majbräkenväxtart som beskrevs av Mak. Athyrium nikkoense ingår i släktet Athyrium och familjen Athyriaceae. Inga underarter finns listade.